# Fournier RF-9
Pour les articles homonymes, voir Fournier.
Le Fournier RF-9 est un motoplaneur biplace dont le premier vol remonte au 13 janvier 1977. Monoplan à aile basse et train classique escamotable construit en bois, le pilote et le passager étant assis côte à côte. La voilure est repliable pour faciliter le stockage. La conception de l’appareil rendait sa fabrication trop couteuse et 14 exemplaires seulement ont été construits par Fournier Aviation, ABS Aircraft (en) en Suisse et Gomolzig en Allemagne. Le Fournier RF-10 est une évolution du Fournier RF-9.